# Uit elkaar (soundtrack)
Uit elkaar is de originele soundtrack, gecomponeerd door Erik van der Wurff voor de film Uit elkaar uit 1979 van Herman van Veen. Het album werd uitgebracht in 1979 door Harlekijn.
Het lied "Uit elkaar" werd gezongen door Herman van Veen en Monique van de Ven. Het werd geschreven en geproduceerd door Erik van der Wurff, Herman van Veen en Rob Chrispijn. Bij het nummer "Erik" was Anner Bijlsma solist op de cello.
De muziek werd uitgevoerd door het Amsterdams Kamerorkest en opgenomen in de Wisseloordstudio's in Hilversum door producent Erik van der Wurff, geluidstechnicus Martin Claassens en assistent-producente Suzanne Meltzer.

## Tracklijst
Alle nummers geschreven door Erik van der Wurff, tenzij anders aangegeven.

| 1.                 | Uit elkaar – Herman van Veen & Monique van de Ven (geschreven door Erik van der Wurff, Herman van Veen, Rob Chrispijn) | 4:17 |
| 2.                 | Erik | 3:46 |
| 3.                 | Voor wie zich in een droom verwart                                                                                     | 4:47 |
| 4.                 | En we zouden... | 2:17 |
| 5.                 | Niets te verliezen | 3:20 |
| 6.                 | Van hier naar Tokio | 5:01 |
| 7.                 | Tien over twaalf | 2:20 |
| 8.                 | Alter ego | 2:27 |
| 9.                 | Roomservice | 1:43 |
| 10.                | Ik hoor een deur gaan                                                                                                  | 2:01 |
| 11.                | Hoe is het thuis? | 2:02 |
| 12.                | En we zouden... | 2:31 |
| 13.                | Goedenavond speelman (geschreven door trad.)                                                                           | 0:38 |
| Totale duur: 37:10 | |      |

## Personeel
- Martijn Alsters – fluit, piccolo, altfluit
- Anner Bijlsma – cello (solo in "Erik")
- Theo de Jong – basgitaar
- Hans Koppes – tuba
- Harry Mooten – accordeon
- Nard Reijnders – klarinet, altsaxofoon, basklarinet
- Iman Soeteman – hoorn
- Erik van der Wurff – celesta, mellotron, orgel, piano, synthesizer

## Hitnoteringen

### NederlandseAlbum Top 100
| Hitnotering: 22-09-1979 t/m 29-09-1979 | Hitnotering: 22-09-1979 t/m 29-09-1979 | Hitnotering: 22-09-1979 t/m 29-09-1979 | Hitnotering: 22-09-1979 t/m 29-09-1979 | Hitnotering: 22-09-1979 t/m 29-09-1979 |
| Week:                                  | 1                                      | 2                                      |                                        |                                        |
| -------------------------------------- | -------------------------------------- | -------------------------------------- | -------------------------------------- | -------------------------------------- |
| Positie:                               | 44                                     | 41                                     | uit                                    |                                        |